# Perils of the Wilderness
Perils of the Wilderness é um seriado estadunidense de 1956, gênero aventura, dirigido por Spencer Gordon Bennet, em 15 capítulos, estrelado por Dennis Moore, Richard Emory e Eve Anderson. Foi produzido e distribuído pela Columbia Pictures, e veiculou nos cinemas estadunidenses a partir de 6 de janeiro de 1956.
Foi o 56º entre os 57 seriados produzidos pela Columbia Pictures, sendo penúltimo seriado da companhia, que encerraria sua produção serial nesse ano, com o seriado Blazing the Overland Trail. Foi o penúltimo seriado estadunidense para cinema produzido por uma grande companhia.

## Sinopse
O seriado apresenta o Delegado Dan Lawson em conjunto com o integrante da Polícia Montada do Canadá, Sargento Gray, na tentativa de desmascarar e capturar o contrabandista nefasto Bart Randall. Lawson, disfarçando-se como um bandido chamado Laramie, está pronto para se infiltrar na gangue liderada por Randall, um autoproclamado Gun Emperor of the Northwest, que é procurado por assassinato e assalto a bancos nos Estados Unidos. Além das dificuldades inerentes à missão, Lawson tem outros assuntos para tratar, incluindo o uso de um falso totem e o vôo em um hidroavião para resolver as questões entre índios e renegados. Ele também é auxiliado em sua busca por Donna Blaine, que é suspeita a princípio de dar informações para Randall, mas que na realidade é um agente secreto canadense investigando armas ilegais da negociação de Randall com os índios.

## Elenco
- Dennis Moore [2] … Dan Mason/Laramie
- Richard Emory … Sgt. Gray
- Eve Anderson … Donna Blaine
- Kenneth MacDonald … Bart Randall
- Rick Vallin … Little Bear
- John Elliott … Homer Lynch
- Don C. Harvey … Kruger
- Terry Frost … Batiste
- Al Ferguson … Mike
- Bud Osborne … Jake
- Rex Lease … Sgt. Jim Rodney
- Pierce Lyden … Amby
- John Mitchum … Brent
- John Hart … capanga
- Frank Lackteen … médico
- Kermith Maynard … Constable Walker
- Stanley Price … Cragg
- Lee Roberts … Constable Scott
- Rusty Wescoatt … capanga

## Capítulos
1. The Voice from the Sky
2. The Mystery Plane
3. the Mine of Menace
4. Ambush for a Mountie
5. Laramie's Desperate Chance
6. Trapped in the Flaming Forest
7. Out of the Trap
8. Laramie Rides Alone
9. Menace of the Medicine Man
10. Midnight Marauders
11. The Falls of Fate
12. Rescue from the Rapids
13. Little Bear Pays a Debt
14. The Mystery Plane Flies Again
15. Laramie Gets His Man

Fonte:

## Produção
O seriado usa muitas cenas de arquivo de seriados anteriores, da “era de ouro dos seriados”, tais como Perils of the Royal Mounted, de 1942, inclusive utilizando diálogos desse seriado. É o penúltimo seriado da Columbia Pictures, que encerraria sua produção serial nesse ano, com o seriado Blazing the Overland Trail, encerrando também a produção serial para cinema nos Estados Unidos.
O seriado combina elementos do gênero popular, sobre a Polícia Montada, e ficção científica.